# Інелейка
Інеле́йка (рос. Инелейка, ерз. Инелейка) — присілок у складі Великоігнатовського району Мордовії, Росія. Входить до складу Вармазейського сільського поселення.

## Населення
Населення — 9 осіб (2010; 21 у 2002).
Національний склад (станом на 2002 рік):
- росіяни — 95 %